# Vsevolod Stratonov
Vsevolod Viktorovitj Stratonov (ryska: Всеволод Викторович Стратонов), född 17 april 1869 i Odessa, Kejsardömet Ryssland död 6 juli 1938 i Prag, var en rysk astronom.
Stratonov studerade astronomi i Odessa och vid Pulkovo-observatoriet och utexaminerades 1891 från universitetet i Odessa. Efter att ha varit anställd vid observatoriet i Tasjkent blev han 1918 professor vid Moskvauniversitetet och 1921 president för organisationskommittén för det ryska astrofysikaliska centralobservatoriet i Moskva, men greps 1922 efter beslut av styrelsen för GPU och utvisades samma år från Sovjetunionen av politiska skäl. Han reste till Berlin, där han 1923, tillsammans med andra forskare som utvisats från hemlandet, medverkade i grundandet av det då öppnade ryska vetenskapliga institutet i Berlin. Han bosatte sig samma år i Prag, där han sedermera blev professor i astronomi vid Tekniska högskolan. Han begick självmord.
Förutom flera mindre meddelanden, huvudsakligen inom stellarastronomin, publicerade Stratonov Amas stellaire de l'écu de Sobieski (1899) och Études sur la Structure de l'univers (1900, 1901). På ryska utgav han 1910 en monografi om solen. I Publications de l'Observatoire Centralastrophysique de Russie I (1922) beskrev han anläggandet av det astrofysikaliska centralobservatoriet i Moskva.